# Sunsi
Sunsi (kinesiska: 孙寺镇, 孙寺) är en köping i Kina. Den ligger i provinsen Shandong, i den östra delen av landet, omkring 220 kilometer sydväst om provinshuvudstaden Jinan. Antalet invånare är 48803. Befolkningen består av 24 759 kvinnor och 24 044 män. Barn under 15 år utgör 20,0 %, vuxna 15-64 år 69 %, och äldre över 65 år 10,0 %.
Genomsnittlig årsnederbörd är 778 millimeter. Den regnigaste månaden är juli, med i genomsnitt 192 mm nederbörd, och den torraste är januari, med 6 mm nederbörd.